# Nobuyuki Hosaka
Nobuyuki Hosaka (jap. 保坂 信之 Hosaka Nobuyuki; ur. 23 lipca 1970) – japoński piłkarz występujący na pozycji pomocnika.

## Kariera klubowa
Od 1990 do 1998 roku występował w klubach Verdy Kawasaki, Urawa Reds i Kawasaki Frontale.